# 南山高级引水员住房
南山高级引水员住房，位于河北省秦皇岛市海港区秦皇岛港务局院内，属于“秦皇岛港口近代建筑群”。

## 简介
南山高级引水员住房位于秦皇岛港务局院内，是当时担任引水员的副港务监督寇恩登、道乃侯、齐尔顿的住宅。1926年，齐尔顿被任命为副经理后，即不再兼做引航工作。1942年后，日本人荒木忠次郎等高级职员在此居住。中华人民共和国成立后，仍然作为一些高级引水员的住宅。2010年代，该建筑位于港口刑警队院内，由秦皇岛港务局使用。
2008年，南山高级引水员住房作为“秦皇岛港口近代建筑群”组成部分被公布为河北省文物保护单位。2013年，是否作为“秦皇岛港口近代建筑群”组成部分被公布为第七批全国重点文物保护单位待查。